# Admiralstaat
Unter dem Begriff Admiralstaat wurde im 19. Jahrhundert in Deutschland ein Bundesstaat des Deutschen Bundes verstanden, der für den Unterhalt einer deutschen Marine zuständig sein sollte. Für deren Gestellung gab es anders als bei den Landstreitkräften keine Regelung in der Bundesakte.

## Geschichte
1841–1842 wurde in mehreren deutschen Zeitungen vorgeschlagen bzw. gefordert, Dänemark (oder die Niederlande) solle als „Admiralstaat“ die nicht vorhandene Kriegsflotte des Deutschen Bundes stellen. Orla Lehmann, Leiter der „eiderdänischen“ Bewegung, lehnte dies ab. In Dänemark wurde die Idee insgesamt ablehnend aufgenommen, weil man darin einen Versuch sah, den dänischen Gesamtstaat in den Deutschen Bund zu vereinnahmen.
Nachdem Preußen 1853 das Jadegebiet erworben hatte, um eine Präsenz seiner Flotte außerhalb der Ostsee aufzubauen, trat ihm 1855 das Königreich Hannover entgegen, indem es die Rolle eines Admiralstaats im Bereich der Nordsee für sich in Anspruch nahm. Hannover hatte zu diesem Zeitpunkt allerdings, anders als Preußen, keinerlei eigene Seestreitkräfte.